# Coca-Cola Amatil
Coca-Coca Amatil – australijska spółka akcyjna notowana na Australian Securities Exchange i wchodząca w skład indeksu największych spółek tego parkietu, S&P/ASX 50. Jest największym producentem napojów bezalkoholowych w Australii i Oceanii. Posiada wyłączność na produkcję i dystrybucję napojów z portfolio The Coca-Cola Company (która jest mniejszościowym udziałowcem spółki) w sześciu państwach: Australii, Nowej Zelandii, Fidżi, Korei Południowej, Indonezji i Papui-Nowej Gwinei. Oprócz tego wytwarza szereg produktów pod lokalnymi markami. Są to m.in. napoje gazowane, wody mineralne, napoje izotoniczne i energetyczne oraz kawy i herbaty, a także m.in. warzywa konserwowe, makarony czy tłuszcze roślinne. Firma importuje także i dystrybuuje w Australii napoje alkoholowe. 

## Historia
Firma powstała w 1904 roku pod nazwą British Tobacco (Australia) i przez pierwsze kilkadziesiąt lat skupiała się na produkcji wyrobów tytoniowych. W 1964 przejęła spółkę Coca-Cola Bottlers, dotychczasowego dystrybutora Coca-Coli w Australii. Zapoczątkowało to okres szybkiego przechodzenia firmy do branży spożywczej i koncentracji na produkcji napojów i przekąsek. W 1972 weszła na giełdę w Sydney, a w 1977 zmieniła nazwę na Amatil. W 1989 została przejęta przez amerykańską centralę Coca-Coli i uzyskała obecną nazwę. Z czasem amerykańska firma wyprzedawała swoje akcje i obecnie posiada tylko ok. 30% udziałów w australijskiej spółce. W 1992 firma sprzedała swój dział przekąsek, skupiając się na napojach (choć później wróciła do różnych rodzajów jedzenia). W ostatnim czasie kupiła natomiast firmę SPC Ardmona, uprawiającą i pakującą owoce.